# Bo’ai
Bo’ai (chinesisch 博爱县, Pinyin Bó’ài Xiàn) ist ein Kreis in der chinesischen Provinz Henan. Er gehört zum Verwaltungsgebiet der bezirksfreien Stadt Jiaozuo. Der Kreis hat eine Fläche von 482,5 km² und zählt 380.100 Einwohner (Stand: Ende 2018). Sein Hauptort ist die Großgemeinde Qinghua (清化镇).
Die Qingtian-He-Steinschnitzereien (Qingtian He moya 青天河摩崖) aus der Zeit der Südlichen und Nördlichen Dynastien bis Tang-Dynastie stehen seit 2006 auf der Liste der Denkmäler der Volksrepublik China (6-835).